# قصه‌های تلویزیون
قصه‌های تلویزیون (اسپانیایی: Historias de la televisión‎) یک فیلم کمدی به کارگردانی خوزه لوئیس سائنس د ئردیا است که در سال ۱۹۶۵ منتشر شد.

## بازیگران
- کنچا بلاسکو
- تونی لوبلان
- خوزه لوئیس لوپس باسکس
- آلفردو لاندا
- خوزه کالوو
- مانوئل الکساندره
- رافائلا آپاریسیو
- گراسیتا مورالس
- اراسمو پاسکوال
- پاکو موران
- خوزه لوئیس کول
- خوزه آلفایاته
- آنتونیو گاریسا
- خوزه ماریا کافارل
- خسوس گوسمن
- والریانو آندرس
- آدریانو دومینگس
- آنتونیو مایانس